# Dirka po Franciji 1950
| Mesto | Ime               | Čas               |
| ----- | ----------------- | ----------------- |
| 1     | Ferdy Kübler      | 145 h 36 min 56 s |
| 2     | Stan Ockers       | 9 min 30 s        |
| 3     | Louison Bobet     | 22 min 19 s       |
| 4     | Raphaël Géminiani | 31 min 14 s       |
| 5     | Jean Kirchen      | 34 min 21 s       |

Dirka po Franciji 1950 je bila 37. dirka po Franciji, ki je potekala leta 1950.

## Pregled
| Kategorije                          | Podatki       |
| ----------------------------------- | ------------- |
| Začetek-konec                       | Pariz - Pariz |
| Dolžina (km)                        | 4.773         |
| Število etap                        | 22            |
| Povprečna hitrost zmagovalca (km/h) | 32,778        |
| Kolesarjev                          | 116           |
| Tekmo končalo                       | 51            |